# قیف‌دندان یان
قیف‌دندان یان (نام علمی: Yanoconodon allini) نام یک گونه از رده پستانداران است.